# Abbaye Notre-Dame de Bon Secours de Blauvac
Pour les articles homonymes, voir Notre-Dame de Bon Secours et Blauvac.
L'abbaye Notre-Dame de Bon Secours de Blauvac est une abbaye en activité de moniales trappistines française fondée en 1834 sur la commune actuelle de Blauvac, dans le département de Vaucluse.

## Histoire

### La Révolution française et l'exil
L'histoire des origines de l'abbaye est liée à la Révolution française. En 1790, l'Assemblée constituante prohibe les vœux religieux ; pressentant les persécutions à venir, Augustin de Lestrange fonde deux monastères en Suisse, un d'hommes (La Valsainte dans le canton de Fribourg), puis un de femmes (à Sembrancher dans le canton du Valais). Mais l'invasion de la Suisse par la France en 1797-1798 oblige les religieux à fuir plus loin, jusqu'en Russie et en Prusse. À la Restauration, les religieux reviennent en France ; la plupart des maisons ayant été vendues et même souvent détruites, chaque groupe retournant au pays s'installe dans une nouvelle fondation.

### Vaise et Maubec
Le dernier groupe féminin à entrer en France s'installe à Vaise, dans l'actuel 9e arrondissement de Lyon, et y fonde l'abbaye Notre-Dame de la Consolation, sous la direction de Catherine Olivier. Mais l'ambiance urbaine convient mal aux moniales, et surtout la Révolte des Canuts les a inquiétées ; elles  choisissent la périphérie de Montélimar pour s'établir à l'abbaye de Maubec en 1834. C'est alors que l'abbaye change de nom, abandonnant « Notre Dame de toute Consolation » pour « Notre Dame de Bon Secours ». Un orphelinat est ouvert à côté de l'abbaye, qui dure de 1847 à 1931,.
Cette fondation est dynamique ; les recrues affluent et plusieurs abbayes-filles sont fondées : abbaye Sainte-Marie du Rivet dans la Gironde en 1852, abbaye de Bonneval en Aveyron en 1875, Aabaye de Chambarand en Isère en 1931. De plus, dès 1837, quelques sœurs étaient retournées à Vaise sur la demande de l'archevêché et de la population lyonnaise,.

### Blauvac
Mais les lourds travaux de mise aux normes des bâtiments, ainsi que la crise des vocations et la diminution des revenus de l'abbaye, nécessaire pour l'entretien des vastes bâtiments, obligent les sœurs à envisager leur départ pour un lieu plus adapté en 1991, et elles s'installent à Blauvac,.

## La communauté de Blauvac
Au début du XXIe siècle, la communauté compte 18 sœurs de plusieurs nationalités. La première église, présentant des vices de construction, dut être rebâtie ; elle est consacrée le 23 septembre 2006 en présence notamment de Mgr Cattenoz, évêque d'Avignon et de Mgr Guillaume, évêque émérite de Saint-Dié.
En 2021, aidées de 5 salariés les sœurs produisent 20 % des hosties vendues en France.

### Les abbesses de Blauvac
- Mère Marie Dominique Delheure : de l'arrivée à Blauvac jusqu'au 1er novembre 1998 ;
- Mère Anne-Emmanuelle Devèche : depuis le 1er novembre 1998[4].